# White megye (Arkansas)
White megye az Amerikai Egyesült Államokban, azon belül Arkansas államban található. Megyeszékhelye és legnagyobb városa Searcy. Lakosainak száma 76 822 fő (2020. április 1.). White megye Independence, Jackson, Woodruff, Prairie, Lonoke, Faulkner és Cleburne megyékkel határos.

## Népesség
A megye népességének változása:
| Lakosok száma | 77 339 | 78 107 | 78 622 | 78 483 | 79 161 | 76 822 |
|               | 2010   | 2011   | 2012   | 2013   | 2015   | 2020   |